# Bosilegrad
Bosilegrad (em cirílico: Босилеград) é uma vila da Sérvia localizada no município de Bosilegrad, pertencente ao distrito de Pčinja, na região de Krajište. A sua população era de 2530 habitantes segundo o censo de 2011.

## Demografia
| 1948 | 1953 | 1961 | 1971 | 1981 | 1991 | 2002 | 2011 |
| ---- | ---- | ---- | ---- | ---- | ---- | ---- | ---- |
| 1233 | 1320 | 1355 | 1662 | 2029 | 2440 | 2702 | 2530 |